# Abstammungsnachweis
Bei einem Abstammungsnachweis wird auf Grundlage der Genetik der Nachweis erbracht, dass ein Kind von einem bestimmten Mann als Vater abstammt.
1926 wurde in Wien durch ein anthropologisches Gutachten der erste wissenschaftliche Nachweis über die Abstammung eines Kindes von einem bestimmten Mann geführt. Der Wiener Oberste Gerichtshof verfügte am 23. April 1931, dass das Fehlen einer erbbiologischen Untersuchung in einem Vaterschaftsprozess ein Verfahrensmangel sei.
In den 1990er-Jahren sind die anthropologischen Ähnlichkeitsgutachten durch die molekulargenetischen Abstammungsgutachten (DNA-Analyse) ersetzt worden.